# De l'amour à l'enfer
De l'amour à l'enfer (De l'amour à la haine au Canada, If Someone Had Known) est un téléfilm américain d'Eric Laneuville sorti en 1995.

## Synopsis
Kathy est une jeune femme battue par son mari. Elle en a honte et n'ose pas en parler à sa famille.

## Distribution
- Kellie Martin : Kathy Liner
- Linda Kelsey : Hélène Liner
- Ivan Sergei : Jimmy Petit
- Kevin Dobson : Jack Liner
- Kristin Dattilo : Sharon Liner
- Anna Gunn : Linda Reed
- Alan Fudge : Hunt
- Jennifer Savidge : Docteur Lois Coutu
- Tom Amandes : Paul Chambers
- James Harper : Charles Petit